# Olympische Sommerspiele 1912/Schwimmen – 100 m Rücken (Männer)
Der Schwimmwettkampf über 100 Meter Rücken der Männer bei den Olympischen Spielen 1912 in Stockholm wurde vom 9. bis 13. Juli ausgetragen.

## Rekorde
Vor Beginn der Olympischen Spiele waren folgende Rekorde gültig.
| Weltrekord         | 1:15,6 min | Otto Fahr        | Magdeburg (Deutsches Reich) | 29. April 1912 |
| Olympischer Rekord | 1:24,6 min | Arno Bieberstein | London (Großbritannien)     | 17. Juli 1908  |

Folgende neue Rekorde wurden aufgestellt:
| Olympischer Rekord | 1:21,0 min | Harry Hebner | Vorlauf 1    |
| Olympischer Rekord | 1:20,8 min | Harry Hebner | Halbfinale 1 |

## Ergebnisse

### Vorläufe
Die zwei schnellsten Athleten eines jeden Vorlaufs sowie der schnellste Dritte qualifizierten sich für das Halbfinale.
Lauf 1
| Rang | Athlet        | Nation             | Zeit       | Anm.  |
| ---- | ------------- | ------------------ | ---------- | ----- |
| 1    | Harry Hebner  | Vereinigte Staaten | 1:21,0 min | Q, OR |
| 2    | Otto Groß     | Deutsches Reich    | 1:24,0 min | Q     |
| 3    | Åke Bergman   | Schweden           | 1:33,8 min |       |
| –    | Oskar Schiele | Deutsches Reich    | DSQ        |       |

Lauf 2
| Rang | Athlet         | Nation          | Zeit       | Anm. |
| ---- | -------------- | --------------- | ---------- | ---- |
| 1    | Otto Fahr      | Deutsches Reich | 1:22,0 min | Q    |
| 2    | George Webster | Großbritannien  | 1:29,4 min | Q    |
| 3    | Hugo Lundevall | Schweden        | 1:46,8 min |      |
| –    | János Wenk     | Ungarn          | DSQ        |      |

Lauf 3
| Rang | Athlet         | Nation          | Zeit       | Anm. |
| ---- | -------------- | --------------- | ---------- | ---- |
| 1    | András Baronyi | Ungarn          | 1:22,0 min | Q    |
| 2    | Paul Kellner   | Deutsches Reich | 1:26,0 min | Q    |
| 3    | Harry Svendsen | Norwegen        | 1:47,2 min |      |
| –    | Oscar Grégoire | Belgien         | DSQ        |      |

Lauf 4
| Rang | Athlet            | Nation          | Zeit       | Anm. |
| ---- | ----------------- | --------------- | ---------- | ---- |
| 1    | Herbert Haresnape | Großbritannien  | 1:27,0 min | Q    |
| 2    | Erich Schultze    | Deutsches Reich | 1:27,2 min | Q    |
| 3    | Gunnar Sundman    | Schweden        | 1:31,2 min | q    |
| 4    | John Johnsen      | Norwegen        | 1:34,2 min |      |

Lauf 5
| Rang | Athlet             | Nation         | Zeit       | Anm. |
| ---- | ------------------ | -------------- | ---------- | ---- |
| 1    | László Szentgróthy | Ungarn         | 1:26,6 min | Q    |
| 2    | Frank Sandon       | Großbritannien | 1:31,8 min | Q    |

### Halbfinale
Die zwei schnellsten Athleten eines Laufs sowie der schnellste Dritte qualifizierten sich für das Finale.
Halbfinale 1
| Rang | Athlet             | Nation             | Zeit       | Anm.  |
| ---- | ------------------ | ------------------ | ---------- | ----- |
| 1    | Harry Hebner       | Vereinigte Staaten | 1:20,8 min | Q, OR |
| 2    | Otto Fahr          | Deutsches Reich    | 1:21,8 min | Q     |
| 3    | András Baronyi     | Ungarn             | 1:26,2 min | q     |
| 4    | László Szentgróthy | Ungarn             | 1:26,4 min |       |
| 5    | Erich Schultze     | Deutsches Reich    | unbekannt  |       |
| 6    | George Webster     | Großbritannien     | unbekannt  |       |

Halbfinale 2
| Rang | Athlet            | Nation          | Zeit       | Anm. |
| ---- | ----------------- | --------------- | ---------- | ---- |
| 1    | Otto Groß         | Deutsches Reich | 1:26,0 min | Q    |
| 2    | Paul Kellner      | Deutsches Reich | 1:26,2 min | Q    |
| 3    | Herbert Haresnape | Großbritannien  | 1:26,8 min |      |
| 4    | Frank Sandon      | Großbritannien  | 1:32,2 min |      |
| 5    | Gunnar Sundman    | Schweden        | 1:35,0 min |      |

### Finale
| Rang | Athlet         | Nation             | Zeit       |
| ---- | -------------- | ------------------ | ---------- |
| 1    | Harry Hebner   | Vereinigte Staaten | 1:21,2 min |
| 2    | Otto Fahr      | Deutsches Reich    | 1:22,4 min |
| 3    | Paul Kellner   | Deutsches Reich    | 1:24,0 min |
| 4    | András Baronyi | Ungarn             | 1:25,2 min |
| 5    | Otto Groß      | Deutsches Reich    | 1:25,8 min |